# Hershey, Pennsylvania
 Hershey je naselje u američkoj saveznoj državi Pennsylvania, u okrugu Dauphin

## Zemljopis
Naselje se nalazi se 14 kilometara istočno od Harrisburga i dio je Harrisburg metropolitan područja.

## Demografija
Prema popisu stanovništva iz 2000. godine Hershey je imao 12.569 stanovnika, u 5.451 kućanstvo s 3.297 obitelji s prebivalištem u gradu, dok je prosječna gustoća naseljenosti 1,884 stan./km².
Prema rasnoj podjeli u gradu živi najviše bijelaca 91,07%, Azijaza 4,87% i Afroamerikanaca kojih ima 2,12%.

## Vanjske poveznice
- Hershey